# Austen Chamberlain
Sir Austen Chamberlain (født 16. oktober 1863 i Birmingham, død 17. marts 1937 i London) var en britisk politiker. Han var søn af Joseph Chamberlain og bror til premierminister Neville Chamberlain.
Han blev tildelt Nobels fredspris i 1925 for sit arbejde med Locarno-traktaten. Austen Chamberlain ledede det Konservative Parti sammen med George Curzon 1921-1922. Han var også udenrigsminister 1924-1929.